# Asplenium eutecnum
Asplenium eutecnum là một loài dương xỉ trong họ Aspleniaceae. Loài này được A.R. Sm. mô tả khoa học đầu tiên năm 2006.
Danh pháp khoa học của loài này chưa được làm sáng tỏ. 